# Janine Flock
Janine Flock (Hall in Tirol, 25 de julio de 1989) es una deportista austríaca que compite en skeleton.
Ganó tres medallas en el Campeonato Mundial de Skeleton, en los años 2016 y 2020, y doce medallas en el Campeonato Mundial de Skeleton entre los años 2013 y 2025.
Participó en tres Juegos Olímpicos de Invierno, entre los años 2014 y 2022, ocupando el cuarto lugar en Pyeongchang 2018, en la prueba individual.

## Palmarés internacional
| Campeonato Mundial | Campeonato Mundial    | Campeonato Mundial | Campeonato Mundial |
| Año                | Lugar                 | Medalla            | Prueba             |
| ------------------ | --------------------- | ------------------ | ------------------ |
| 2016               | Igls (Austria)        | Medalla de plata   | Individual         |
| 2016               | Igls (Austria)        | Medalla de bronce  | Equipo mixto       |
| 2020               | Altenberg (Alemania)  | Medalla de bronce  | Individual         |
| Campeonato Europeo |                       |                    |                    |
| Año                | Lugar                 | Medalla            | Prueba             |
| 2013               | Igls (Austria)        | Medalla de plata   | Individual         |
| 2014               | Königssee (Alemania)  | Medalla de oro     | Individual         |
| 2015               | Igls (Austria)        | Medalla de plata   | Individual         |
| 2016               | Sankt Moritz (Suiza)  | Medalla de oro     | Individual         |
| 2017               | Winterberg (Alemania) | Medalla de plata   | Individual         |
| 2018               | Igls (Austria)        | Medalla de bronce  | Individual         |
| 2019               | Igls (Austria)        | Medalla de oro     | Individual         |
| 2020               | Sigulda (Letonia)     | Medalla de bronce  | Individual         |
| 2021               | Winterberg (Alemania) | Medalla de bronce  | Individual         |
| 2022               | Sankt Moritz (Suiza)  | Medalla de plata   | Individual         |
| 2023               | Altenberg (Alemania)  | Medalla de plata   | Individual         |
| 2025               | Lillehammer (Noruega) | Medalla de oro     | Individual         |